# Incilius holdridgei
Az Incilius holdridgei egy korábban kihaltnak hitt varangyféle kétéltű. 2008-ban került a kihalt állatfajok listájára, mivel 1987 és 2007 között (az utolsó hét évben intenzíven kutatva utána) sem sikerült fellelni egyetlen példányát sem, azonban 2009-ben felfedezték két telepét.

## Elterjedése
Costa Ricában honos a Barva vulkán területén 2000–2200 m tengerszint feletti magasságban.

## Képek a fajról
- Fénykép a The Guardianban